# 前60年代
| 千纪： | 前1千纪                                                                                          |
| 世纪： | 前2世纪 \| 前1世纪 \| 1世纪                                                                      |
| 年代： | 前90年代 \| 前80年代 \| 前70年代 \| 前60年代 \| 前50年代 \| 前40年代 \| 前30年代                 |
| 年份： | 前69年 \| 前68年 \| 前67年 \| 前66年 \| 前65年 \| 前64年 \| 前63年 \| 前62年 \| 前61年 \| 前60年 |

前60年代從前69年1月1日開始，於前60年12月31日結束。

## 出生
- 埃及艷后 克麗奧佩脫拉七世（希臘語：Κλεοπατρα Ζ；約前70年12月或前69年1月—約前30年8月12日）是古埃及托勒密王朝的最後一任法老。